# کلاته تپه
کلاته تپه یک منطقهٔ مسکونی در ایران است که در دهستان عربخانه واقع شده‌است.